# 51
51 је била проста година.

## Догађаји
- Осториус Сцапула анектирао је део Источног Велса и заузео Каратак.
- Каратак, вођа британског отпора Римљанима, бива заробљен и одведен у Рим
- Краљ Партије Вологес (Валарш) .
- Неуспешни покушаји северног Сјонгнуа да склопи мир са Кином.

## Рођења
- 24. октобар — Домицијан, римски цар (у. 96)